# Шанган Лун
Шангхан Лун (поједностављени кинески: 伤寒 伤寒; традиционални кинески: 傷寒 論; пинјин: Shānghán Lùn) је дело Чангхан Забинг Луна (поједностављени кинески :伤寒 杂 病 论; традиционални кинески :傷寒 雜 病 論; пинјин:  Shānghán Zábìng Lùn),  које је он написао пре 220. године нове ере, у време  Источне династије Хан.  
Дело које је у Кини познато као Зборник о фебрилним и разним болестима или Трактат о фебрилним болестима и болестима од можданог удара, на енглеском језику је познато као Treatise on Cold Damage Diseases, Treatise on Cold Damage Disorders or the Treatise on Cold Injury (Трактат о хладним болестима и  повредама), једно је од најстаријих свеобухватних клиничких уџбеника у Кини а можда  и на свету (ако се изузму традиционална медицинска дела  Сушрута Самхита и Хипократов  корпус).
Сматра се једним од четири канонска дела традиционалне кинеске медицине, заједно са Хуангди неиђинг, Jin Gui Yao Lue, и Wen Bing Xue. У књизи се истовремено примењују теорија, закони, рецепти и медицинска пракса. Ова књига се сматра основом  кинеске биљне медицине и науке о класичној интерној медицини, која је поставила темељ за настанак традиционалне кинеске медицине.
Током историје под утицајем бројних фактора првобитни изглед књиге више није видљив. Касније генерације поделиле су је дело  у две књиге, "Трактат о фебрилним болестима" и " Синопсис златне коморе" (金匱要略).

## Предуслови
Кинеска медицина је независан систем мишљења и праксе који се развијао више од два миленијума. Његове теоријске основе формулисане су из списа и размишљања научника, као и из запажања и клиничких искустава познатих кинеских лекара и у светлу древне кинеске филозофије. Далеко од тога да представља монолитно знање, које се нерадо мењају, јер је резултат континуираног процеса критичког мишљења, запажања и клиничких искустава. То је случај, на пример, из очигледног неуспеха у лечењу болести егзогеног порекла, али и из запажања диференцијалних карактеристика епидемија које су погодиле Кину с краја 17. века. века, тако да се појавила и постепено успостављала нова доктрина о болестима.
Теоријске основе кинеске медицине постављене су пре више од две хиљаде година у Хуанг Ди Неи Јинг „Класичном делу унутрашњости жутог цара“ (или, једноставно, Неи Јинг „Цлассиц оф тхе Интернал“). Као што наслов говори, а да би се указао на његов основни значај за кинеску медицину, ово дело се, по традицији, приписује легендарном „Жутом цару“ који се генерално сматра проналазачем лекова, акупунктуре и моксибустије. [2 То, међутим, не значи да је Хуанг Ди прави аутор медицинских књига у Кини. У стварности, ово канонско медицинско дело развијено је током дужег периода у периоду зараћених држава (Шанг Гуо, 453-221. п. н. е.), на основу дале из Раније ханске ере. То би на неки начин била синтеза мисаоних токова и клиничких посматрања из различитих периода.

## Тумачење књиге
Књига је првобитно носила наслов „Трактат о фебрилним болестима и смрти“. У династији Сонг, Биро за медицинске књиге династије Сонг погрешно је преименовао књигу у „Трактат о фебрилним болестима и разним болестима“; што су касније традиционално сви прихватили став династије Сонг. На основу овога, саджај књиге дели болест на две врсте: егзогени трбушни тифус и унутрашње повреде и разне болести .
Најважнији његов део назива се „Трактат о фебрилним болестима“, који је створио шест диференцијација синдрома меридијана, у комбинацији са рецептима за лечење егзогених тифусних грозница.
Што се тиче унутрашњих повреда и разних болести, укључен је у списак колера, љиљан, јин и јанг токсине, маларија, астеније, застој крви, артроза грудног коша, болест пијења воде, болест кашља, разне женске болести итд. 
Још једно традиционално гледиште је да када тифусна грозница штети људима, није хитно спречавати смрт, па је Џанг Џонгјинг ову књигу назвао „Трактат о фебрилним болестима“.
Савремени јапански научник Отсука Кеији открио је Канга Пинга „Трактат о фебрилним болестима“, оригинални наслов књиге био је „Трактат о фебрилним болестима“, и сматра да је текст ове књиге заснован на шест класичних сзтавова за владање трбушним тифусом и разним болестима, па је названа „Трактат о фебрилним болестима“.
Поставља се питање „Колико има тифусних грозница? Ран: Постоји пет врста тифусних грозница, можданог удар, трбушни тифус, влага и температуре, грозница и фебрилне болести. У ширем смислу, трбушни тифус значи трбушни тифус, а пет горе поменутих болести узроковано је трбушним тифусом.

## О аутору
Биографија Чангхан Забинг Луна, аутор Трактата о фебрилним и разним болестима, је непозната.
Најранији запис о његовом животу потиче из „Расправе о фебрилним болестима у школи песама“. Где се у  „Предговор за расправу о фебрилним болестима у школи песама“ цитирају текстови под називом „Записа познатих лекара“ Ган Бозонга из династије Танг, али и „Записе славних лекара“ Ган Бозонга из династије Танг који су изгубљени након династије Сонг.